# Reuteria irrorata
Reuteria irrorata är en insektsart som först beskrevs av Thomas Say 1832.  Reuteria irrorata ingår i släktet Reuteria och familjen ängsskinnbaggar. Inga underarter finns listade i Catalogue of Life.